# Glazen bouwsteen

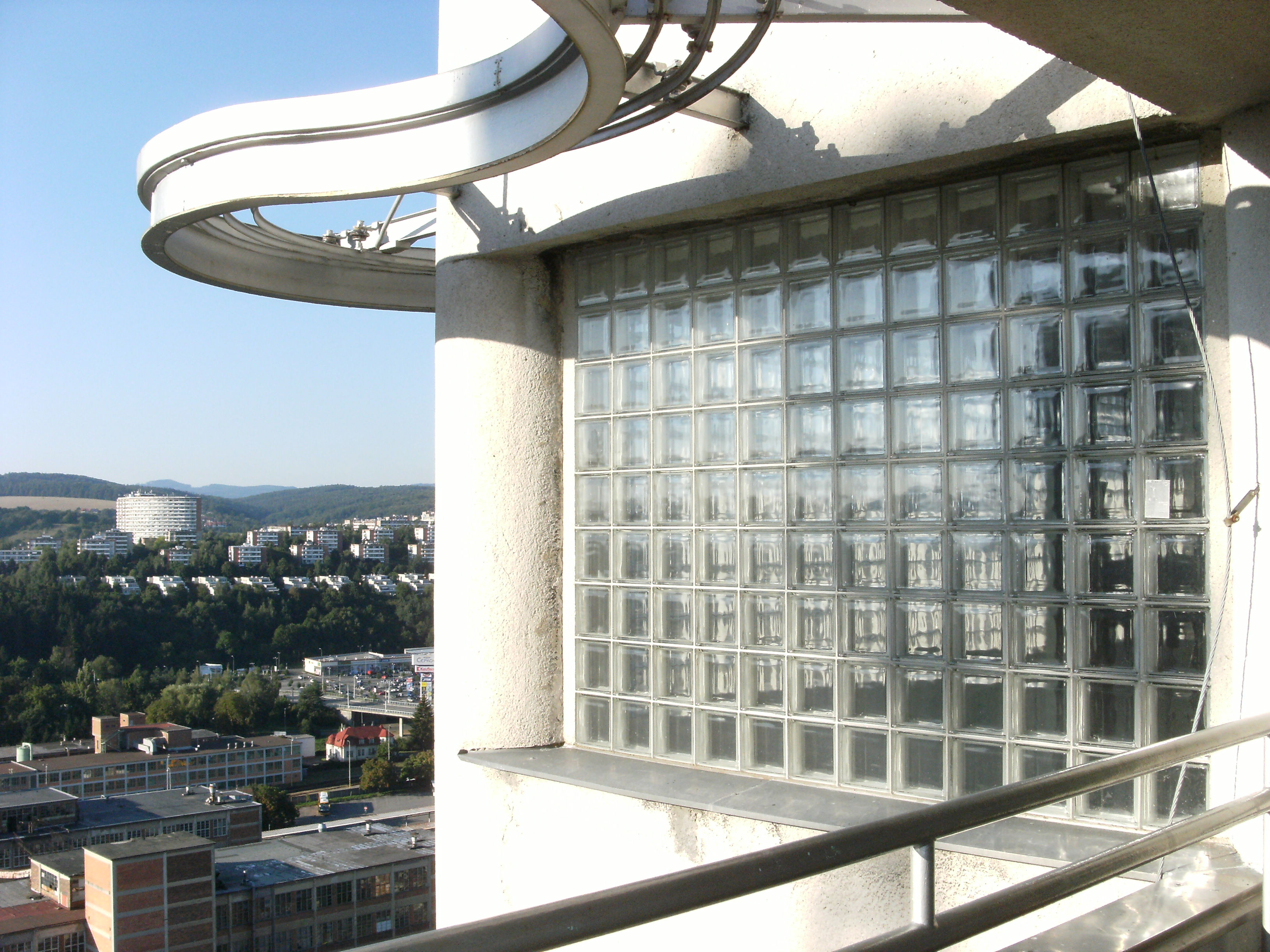
Glazen bouwstenen toegepast in een gevel.

Een glazen bouwsteen of glassteen of glasblok e.a. is een hol of massief element van blank of gekleurd glas dat gebruikt wordt om lichtdoorlatende wanden, plafond- of vloergedeelten te maken.

## Fabricage
Holle glazen bouwstenen kunnen gemaakt worden door gesmolten glas in een mal te persen waarbij een helft van de glazen bouwsteen ontstaat. Een latere stap in het proces is het verhitten tot het smeltpunt van de middenranden van de twee helften waarna ze met kracht op elkaar worden geperst om een afgesloten geheel te gaan vormen. Zijden van de glazen bouwsteen die ingemetseld worden, kunnen in de fabriek worden voorzien van een speciale laag die zorgt voor een betere aanhechting met het cement.

## Toepassing
Glazen bouwstenen zijn veelal bekend om het gebruik in badkamers, maar tegenwoordig worden de stenen voor vele doeleinden gebruikt. Zo worden de stenen gebruikt in de buitengevel en als tussenwanden die o.a. trappenhuizen omsluiten. Door het transparante karakter en de dikke spouw zijn er ook mogelijkheden om de steen te gebruiken met lichteffecten.

## Andere termen
Andere termen voor een glazen bouwsteen zijn glassteen, glasblok, glasbouwsteen, glastegel, bouwglas.

## Speciale vormen
Bijvoorbeeld bij een kelder met een koekoek, kunnen glazen bouwstenen zijn toegepast die prismavormig zijn waardoor licht de kelderruimte in wordt afgebogen.

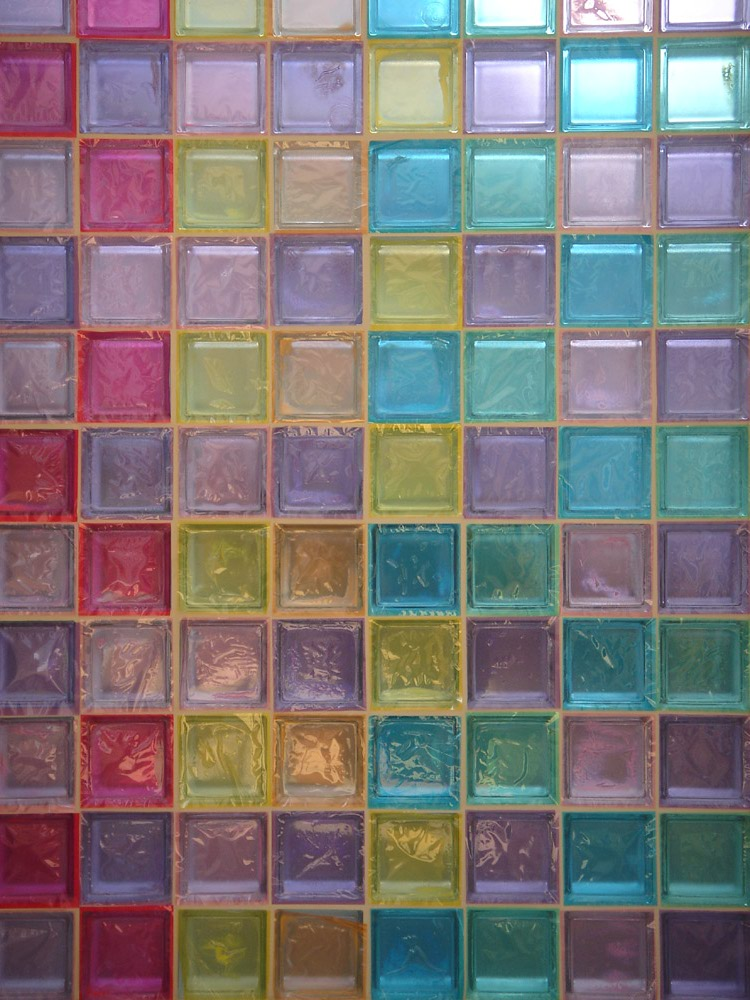
Gekleurde glazen bouwsteen
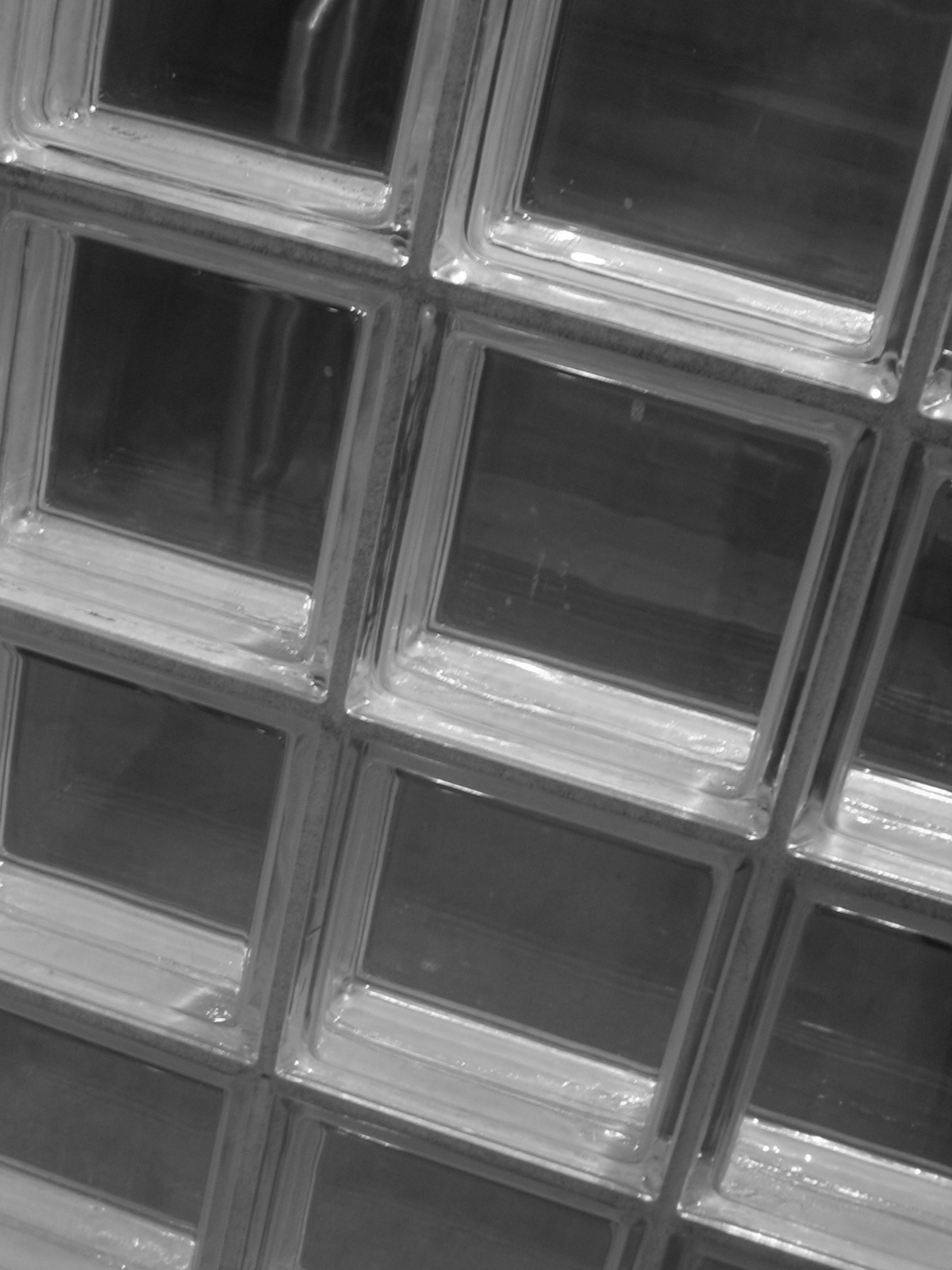
Doorzichtige glazen bouwsteen
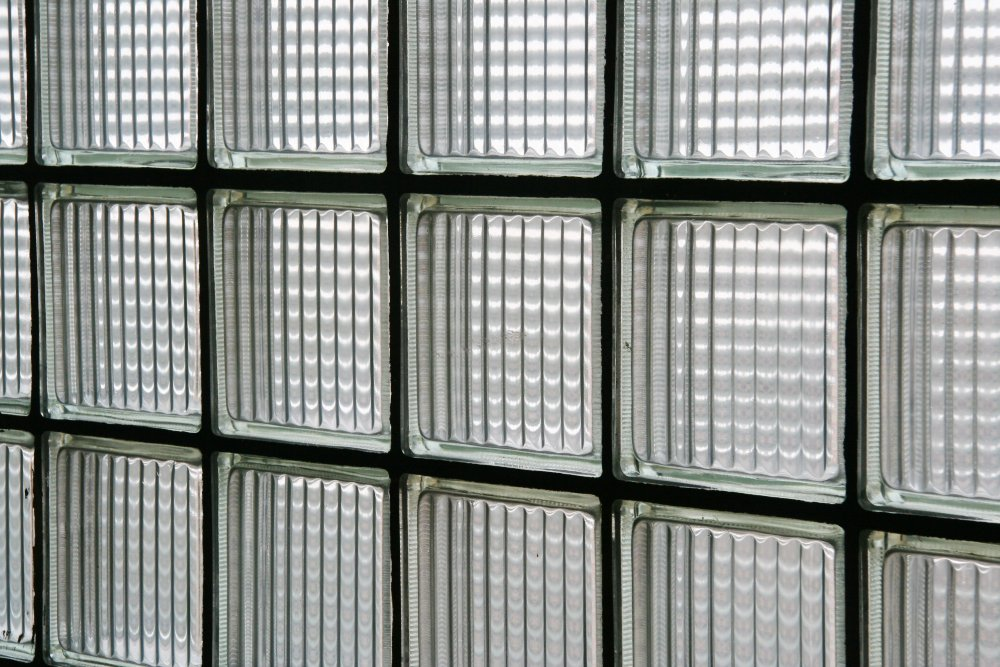
Geprofileerde glazen bouwsteen
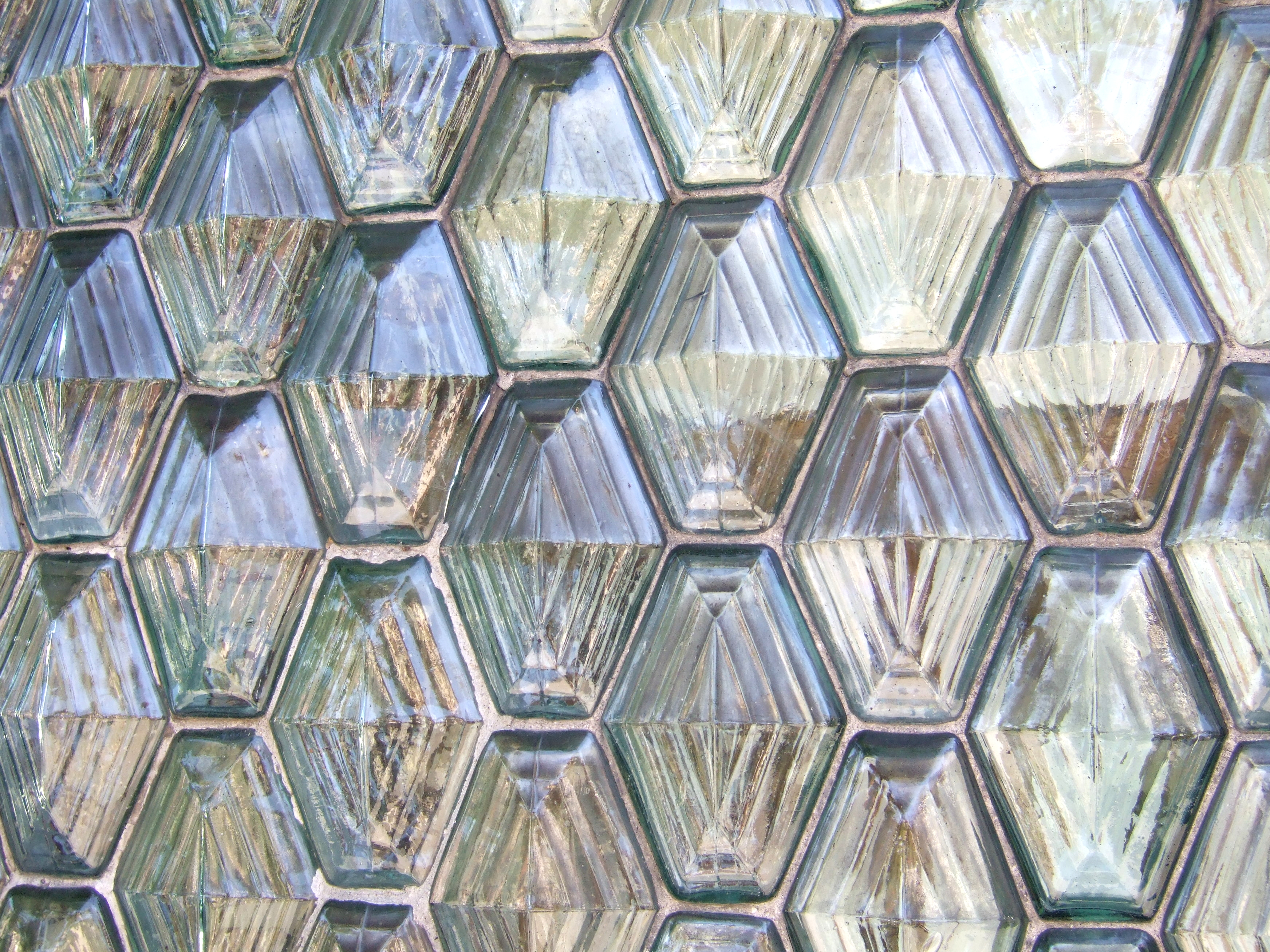
Glazen bouwsteen in graatvorm